# Años 1730
Los años 1730 fueron una década que comenzó el 1 de enero de 1730 y finalizó el 31 de diciembre de 1739.

## Acontecimientos
- 1730 - Clemente XII sucede a Benedicto XIII como papa.
- Guerra ruso-turca (1735-1739)